# Chetogena minor
Chetogena minor là một loài ruồi trong họ Tachinidae.